# LASK Linz
LASK Linz, innan 1919 Linzer Athletik Sportklub Siegfried, 1919–1995 Linzer Athletik Sportklub, är en österrikisk fotbollsförening från Linz, Oberösterreich. Namnbytet till LASK Linz 1995 berodde på att klubben i folkmun sedan länge benämnts "Lask". LASK är en av få österrikiska elitklubbar som aldrig haft ett sponsornamn.
Klubbens damlag, LASK Ladies, gjorde säsongen 2006/2007 debut i den högsta serien.

## Historia
LASK var den första klubben utanför huvudstaden Wien att bli österrikiska mästare när man vann 1965. Detta år var mycket lyckosamt för det svartvita Linzlaget då det även hemförde österrikiska cupen och således vann "dubbeln". Samma år debuterade anfallaren Helmut Köglberger i landslaget. Köglberger är en av klubbens bästa spelare genom tiderna.
LASK sammanslogs 1997 med lokalkonkurrenten FC Linz (SK VOEST Linz) men namnet LASK Linz och dess svartvita färger behölls.

## Placering tidigare säsonger
| Säsong    | Nivå | Liga       | Placering | Referens | Notering                   |
| --------- | ---- | ---------- | --------- | -------- | -------------------------- |
| 2014/2015 | 2    | Erste Liga | 3         | [ 1 ]    |                            |
| 2015/2016 | 2    | Erste Liga | 2         | [ 2 ]    |                            |
| 2016/2017 | 2    | Erste Liga | 1         | [ 3 ]    | Uppflyttad till Bundesliga |
| 2017/2018 | 1    | Bundesliga | 4         | [ 4 ]    |                            |
| 2018/2019 | 1    | Bundesliga | 2         | [ 5 ]    |                            |
| 2019/2020 | 1    | Bundesliga | 4         | [ 6 ]    |                            |
| 2020/2021 | 1    | Bundesliga | 4         | [ 7 ]    |                            |
| 2021/2022 | 1    | Bundesliga | 8         | [ 8 ]    |                            |
| 2022/2023 | 1    | Bundesliga | 3         | [ 9 ]    |                            |
| 2023/2024 | 1    | Bundesliga | 3         | [ 10 ]   |                            |
| 2024/2025 | 1    | Bundesliga |           | [ 11 ]   |                            |